# Zeria boehmi
Zeria boehmi är en spindeldjursart som först beskrevs av Kraepelin 1899.  Zeria boehmi ingår i släktet Zeria och familjen Solpugidae. Inga underarter finns listade i Catalogue of Life.